# ホリデーロード4000キロ
『ホリデーロード4000キロ』（原題：National Lampoon's Vacation）は、1983年のアメリカのロード・コメディ映画。監督はハロルド・ライミス、脚本はジョン・ヒューズが務め、『ナショナル・ランプーン』に掲載された短編小説「Vacation '58」をベースにしている。出演はチェビー・チェイス、ビバリー・ダンジェロ、イモジェン・コカ、ランディ・クエイド、ジョン・キャンディ、クリスティ・ブリンクリー。日本でのビデオタイトルは『ナショナル・ランプーン/ホリデーロード4000キロ』。
この映画は、1500万ドルの推定製作費でアメリカ国内で6000万ドル以上を稼ぎ出す興行的なヒットとなり、批評家からも好意的な評価を受けた。
その成功の結果、『ヨーロピアン・ヴァケーション』（1985年）、『クリスマス・バケーション』（1989年）、『ベガス・バケーション』（1997年）、『お!バカんす家族』（2015年）の4作の続編が製作された。2000年には『Total Film』の読者が、史上最高のコメディ映画46位に選出している。

## あらすじ
シカゴに住むグリズウォルド一家は、夏のバカンスで以前から子供たちが願望していた、カリフォルニアにある遊園地ワリー・ワールドまでの4000キロもの道のりをワゴン車で走破しようという壮大な計画を実行に移す。
しかし、一家には大陸横断の旅の中で次々とトラブルが襲いかかる。しかも、彼らのやることなすことは全て裏目に出てしまう。

## キャスト
- クラーク・グリズウォルド：チェビー・チェイス（大塚明夫）
- エレン・グリズウォルド：ビヴァリー・ダンジェロ（一城みゆ希）
- エドナおばさん：イモジェン・コカ（太田淑子）
- ラス：ジョン・キャンディ（西尾徳）
- エディ：ランディ・クエイド（大塚芳忠）
- ラスティ・グリズウォルド：アンソニー・マイケル・ホール
- オードリー・グリズウォルド：ダナ・バロン
- ロイ：エディ・ブラッケン
- キャサリン：ミリアム・フリン
- エド：ジェームズ・キーチ
- ホテル従業員：ヘンリー・ギブソン（クレジットなし）
- ヴィッキー：ジェーン・クラコウスキー
- 赤いフェラーリの美女：クリスティ・ブリンクリー
- ブライアン・ドイル＝マーレイ
- ユージン・レヴィ
- フランク・マクレー
- ジョン・ディール

※括弧内は地上波テレビ放映時の吹き替え声優

## 続編
- ナショナル・ランプーンズ・ヨーロピアン・ヴァケーション（1985年）
- ナショナル・ランプーン/クリスマス・バケーション（1989年）
- ベガス・バケーション（1997年）
- お!バカんす家族（2015年）